# Mjusjön, Hälsingland
Mjusjön är en sjö i Hudiksvalls kommun i Hälsingland och ingår i Delångersåns huvudavrinningsområde. Sjön är 17 meter djup, har en yta på 0,18 kvadratkilometer och befinner sig 295,3 meter över havet.

## Delavrinningsområde
Mjusjön ingår i det delavrinningsområde (687990-153196) som SMHI kallar för Utloppet av Alsjösjön. Medelhöjden är 248 meter över havet och ytan är 18,16 kvadratkilometer. Räknas de 4 avrinningsområdena uppströms in blir den ackumulerade arean 56,68 kvadratkilometer. Dalaån (Härnån) som avvattnar avrinningsområdet har biflödesordning 2, vilket innebär att vattnet flödar genom totalt 2 vattendrag innan det når havet efter 76 kilometer. Avrinningsområdet består mestadels av skog (66 procent). Avrinningsområdet har 3,56 kvadratkilometer vattenytor vilket ger det en sjöprocent på 19,6 procent.